# 魔王 (2008年のテレビドラマ)
『魔王』（まおう）は、2008年7月4日から同年9月12日まで毎週金曜日22:00-22:54（JST）に、TBS系「金曜ドラマ」枠で放送された日本のテレビドラマ。大野智と生田斗真のダブル主演。
2007年に韓国で放送された連続ドラマ『魔王』を日本でリメイクした作品で、大野の連続ドラマ初レギュラー出演作および初主演作。
キャッチコピーは「差出人不明のタロットカードが届く時 連続殺人の幕がひらく」。

## ストーリー
成瀬弁護士事務所所長で弁護士である成瀬領は、11年前に弟・英雄を殺害され、加害者の少年は正当防衛による無罪となったという過去を持ち、犯人に対して深い憎悪を抱いていた。
一方、警視庁渋谷東署の刑事課強行犯係刑事で検挙率ナンバー1である芹沢直人は、世の中の悪を憎む、正義感の強い青年。実は彼こそが、領の弟である英雄を刺殺した張本人であった。
そんな直人のもとに、“雨野真実（アマノマコト）”と名乗る謎の差出人から、一枚のタロットカードが赤い封筒とともに送られてくる。

## 登場人物

### 主要人物
成瀬 領（28）
演 - 大野智（11年前：河野弘樹）
主人公。弁護士・成瀬弁護士事務所所長。本名は真中 友雄であり、真中友雄としては1980年（昭和55年）7月1日生。母子家庭に育ち、中卒から大検を経て司法試験に合格したという異例の経歴の持ち主。プライベートが一切不明で謎に包まれている。
利益を気にせず社会的弱者の弁護を引き受けたりすることから、マスコミからは弱きを助け強きを挫く“天使の弁護士”と呼ばれている。しかし本人は、写真を撮られることを嫌い、顔の露出は避けている。物腰は柔らかく、誰に対しても優しい態度で接するが、一方では11年前に弟を殺害され、犯人たちへの復讐に人生のすべてをかける“魔王”としての冷徹な一面も持っている。
弟を殺した直人や直人と繋がりのある人物たちに対して強い憎しみを持っており、雨野 真実（アマノ マコト）と名乗って復讐計画を企てるが、11年前に弟のために証言してくれた、特別な存在であったしおりのことが再会以来次第に気になるようになり、復讐遂行との狭間で苦悩する。
その復讐の最終目的は、直人に自身を殺害させることで今度こそ彼に殺人犯としての裁きを受けさせることであった。しかし、典良の死や山野の暴走など想定外の悲劇をも巻き起こした復讐の罪深さに苦しんでもいた。
取り乱した山野に刺され致命傷を負いながらも、目的を果たすために英雄の死んだ廃材置き場で直人と対峙する。しかし復讐の最終目的を悟った直人には領を殺すことはできず、英雄と母を失った絶望と重い罪を抱えてただ死を待つことに耐えかね、直人が取り落とした拳銃で自殺を図ろうとするが、揉み合いの末に拳銃を暴発させ直人を撃ってしまう。
直人の最期の言葉を聞き彼を座らせた後、遺体の手に英雄の形見のハーモニカを握らせ、直人にも自分の罪と直人自身の罪を赦してほしいと告げ息絶える。
芹沢 直人（26）
演 - 生田斗真（11年前：木村遼希）
もうひとりの主人公。階級は巡査長。警視庁渋谷東署の刑事課強行犯係刑事で、検挙率ナンバー1。金と権力のことしか頭にない父親に反発し、リゾート会社社長の跡取りとしての道を捨て、高校卒業後に過去の行為を清算するつもりで警察官となる。そのせいで父・栄作とは険悪な仲だが、兄・典良とは仲が良い。
正義感が強いあまり、しばしば度を越した行動に走り、上司である中西からは幾度となく叱責されているが、本人はそれをあまり反省していない。自分なりの正義を貫き通しており、犯人逮捕への執着は人一倍ある。オカルトはあまり信じておらず、初めはしおりの能力を信じなかった。
父との軋轢からいじめや暴力などの非行に走っていた中学時代、領の弟である英雄を刺殺してしまうが、父が雇った弁護士により無罪になった経験がある。おもちゃのナイフを握っただけで思い出してしまうほど、過去の事件がトラウマとなっている。直人本人は、英雄を刺してしまったのは倒れ込んだ際の事故であり、刺すふりをして威そうとナイフを握った手で英雄の腹部を殴っただけだったと訴えたが、目撃者である葛西たちは直人の手元が見えていなかったため直人が自らの意思で英雄を刺したと思っており、栄作も直人を無罪にすることを優先してその訴えを黙殺していた。
自分ではなく身近な人間を不幸に陥れる“雨野真実”の復讐に当初は怒りを感じていたが、正体を突き止められたあとの領の態度から彼が自分と同じく自らの罪の重さに苦しんでいることを感じ取り、英雄を死なせたことだけではなく領を復讐に駆り立てたことに対しても罪悪感を覚えるようになる。
兄と父を立て続けに失ったことで自らが領の復讐を終わらせるしかないと思い詰め、署から無断で拳銃を持ち出し領を呼び出すが、領が望む復讐の結末と彼の絶望の深さに気付いたことで彼を撃つことができず、自殺を図ろうとした領との揉み合いの末、拳銃の暴発によって致命傷を負う。
領が山野との諍いによって既に致命傷を負っていることを知らないまま、最期は領に自分の罪も領自身の罪も赦して生きてほしいと告げ息絶える。
咲田 しおり（22）
演 - 小林涼子（11年前：増山加弥乃）
図書館司書。カフェ「ガランサス」でアルバイトをしている。素手で触れた物体から過去の残像を見ることができる、サイコメトリストとしての能力を持っている。幼くして両親を亡くしたことから、少女時代を児童養護施設で過ごしていた。優しく明るい性格で人懐っこい。
11年前の事件の第一発見者であり、このときにサイコメトリストとしての能力を開花させ、警察に事件のあらましを証言している。このため、"雨野真実"を止めてあげたいと今回も警察の調査に協力する。領に好意を抱き、次第に距離を縮めていくが、自身のサイコメトリーによって領の正体が“雨野真実”だということを知ってしまう。

### 直人の同級生
葛西・宗田・石本・山野は、11年前の事件の際、芹沢栄作によって直人の行為は正当防衛であったと証言させられている。
葛西 均（26）
演 - 田中圭（11年前：上村祐翔）
芹沢リゾートの社長秘書。直人の中学時代の親友で、4人の中で唯一大卒。父親の縁で芹沢リゾートに入社した。真面目な勤務態度で栄作や典良からは絶大な信頼を得ている。典良からは「彼女くらい作れ」とからかわれているが、典良の妻・麻里とは不倫関係にあった。
物語終盤で典良によって宗田殺害の罪を着せられ、麻里を庇うために自分が犯人と主張するが、典良が逮捕されたことによって釈放される。その後は麻里との平和な生活を夢見ていたが、暴走した山野に刺殺される。
宗田 充（26）
演 - 忍成修吾（11年前：本間春男）
直人の中学時代の親友で、職業不定のチンピラ。交際している女性から借金を断られて暴行事件を起こし、その弁護を領が担当することになる。
ことあるごとにトラブルを起こし、過去の事件をネタに栄作や典良から金をむしり続け、直人のことも裏では「人殺し」と思っており、信用していない。また、自分の人生の破綻を、11年前の事件の偽証から来る良心の呵責に転嫁しており、自分に「人殺し」の肩棒を担がせたとして芹沢家を逆恨みし、芹沢家に面倒を見てもらうのは当然だと考えている。典良の妻と葛西が不倫関係にあるのを知っている。
終盤では葛西の不倫関係などをネタに芹沢リゾートに脅迫をかけるが、大隅の配下によって暴行された挙句、助けに来たと思わせた典良に毒入りのタバコで始末される。
"雨野真実"から送りつけられたタロットカードは、「ジレンマ、仲間同士の争い」を暗示する「ワンドの5」のカード。
石本 陽介（26）
演 - 脇知弘（11年前：中村竜之慎）
直人の中学時代の親友で、取立て屋。威圧的な外見とは裏腹に、同級生に対しては優しい部分を見せる。
多恵への取立てを最後に取立て屋を辞め、夢であった居酒屋を開こうとしていたが、娘を誘拐されたと勘違いした多恵に防犯スプレーを噴射され、持病であった喘息の発作を起こし、死亡する。
"雨野真実"から送られたタロットカードは、「今は夜で不安な状態なため、明るくなるまで待て」という意味を表す「月」のカード。
山野 圭太（26）
演 - 清水優（11年前：堀本昂弥）
光泉出版で働く雑誌編集者。直人の中学時代の同級生であり、直人たちからは酷いいじめを受けていた。陰気で疑い深い性格。
英雄とは親友で、彼が直人に殺害される現場を目撃している。直人たちは勿論、英雄を見殺しにしてしまった上に偽証までした自分のことも許せず、領の計画に加担している。
計画が進むにつれ、自ら罪を被ったということで復讐の対象から外れた葛西が生きているということ、さらには領が葛西を許したことに憤慨し、自らの手で葛西を殺そうとするのを止めるため説得を試みた領に致命傷を負わせ、その後は葛西を衝動的に殺害する。最期は半狂乱の状態でそのまま刃物を振り回していたところを、危険人物として警察に射殺される。
真中 英雄（享年15）
演 - 竹内寿
友雄（領）の弟。正義感が強く、直人たちのいじめから山野をかばっていた。1982年4月4日生。1997年没。
山野が直人たちに復讐しようとナイフを持っているのを見つけ、思い留まるように説得してナイフを預かる。その後、直人たちにいじめをやめるよう訴えるが、「英雄が山野の仕返しに来た」と誤解した直人にナイフを奪われ、取り返そうと揉み合いになった末に直人に腹部を殴られてよろけ、直人にもたれ掛かるように倒れ込んだ拍子に、彼が持っていたナイフが腹部に刺さり、死亡する。

### 渋谷東署
中西 弘道（45）
演 - 三宅裕司
渋谷東署の刑事課係長。階級は警部補。叩き上げの現場主義者で、部下からの信頼も厚く、暴走しがちな直人の一番の理解者。
高塚 薫（26）
演 - 上原美佐
渋谷東署の刑事課強行犯係刑事。生真面目な性格。階級は巡査で、直人の後輩にあたるが、大卒であるため直人とは同い年。
直人に好意を寄せているが、素直になれず天邪鬼な態度をとってしまうことが多い。
倉田 隆（36）
演 - 東根作寿英
渋谷東署の刑事課強行犯係刑事。
石原管理官
演 - 飯田基祐
本庁から渋谷東署に派遣されてきた管理官。

### 芹沢家
芹沢 栄作（62）
演 - 石坂浩二
直人の父で、芹沢リゾート会長・参議院議員。冷酷で傲慢な性格で、金の亡者。心臓に重い病を抱えている。
息子たち、特にリゾート会社の跡取りとしての道を捨てて別の道を選んだ直人に対しては冷淡に接しているが、内心では息子たちを大事に思っており、11年前の事件の際に直人の告白を黙殺し正当防衛を主張したのも彼なりに直人の将来を想っての行動であった。
自身の遺言状の作成について領と相談した際、領が口に出した言葉から、彼の正体が11年前の事件で死亡した真中英雄の兄・友雄であることを知り、「自分の目的のために他人を不幸にする」領の復讐は息子を守るために真中家を不幸に陥れた過去の自分と変わらないと批判しながらも、彼の弟と母を死なせてしまったことを謝罪した。
典良の死後、息子たちの社会的地位を優先し心を蔑ろにした己の罪を悔い、初めて直人に正直な父としての愛情を見せるが、程なく心労から持病の発作に倒れそのまま他界する。
領の復讐の対象だが、彼の病死は領の想定外の出来事であった。
芹沢 典良（32）
演 - 劇団ひとり
直人の兄で、芹沢リゾート社長。父親の敷いたレール通りに生き社長の地位についたが、いまだ後継者として認めてくれないとして父に不満を持っている。父には「正直すぎる」と評価されるなど温和な人柄とは裏腹に、冷酷な一面を持つ激情家でもある。直人とは仲が良く、栄作と直人の不仲を心配するなど気遣っているが、その反面、父親に対し言いたいことを言える直人のことを羨ましいと思っている。
葛西の麻里との不倫を知ってしまったことから彼への復讐を決意、宗田を始末させようとするも葛西が最後に躊躇ったことから自身の手で宗田を殺害、さらに現場に葛西の万年筆を残すことで殺人の罪を着せる。宗田が死亡した日時のアリバイについても、大隅の根回しで「九州に出張していた」という偽のアリバイを立てていたが、麻里の証言と山野が撮影した事件当時現場にいた自身の写真からアリバイが崩れ、実弟である直人の手で逮捕される。
最期は罪の意識に耐えかね、留置所で宗田を殺した毒入りタバコを自ら吸い自決する。
芹沢 麻里（30）
演 - 吉瀬美智子
典良の妻、直人の義姉。典良との結婚は政略結婚だったが、典良の一目惚れという形で結婚。ほどなく典良の秘書の葛西と不倫関係になるが、彼女自身は裕福で幸せな生活を捨てる気はなく、葛西との関係は遊びのつもりであった。
葛西が殺人容疑を晴らすことを諦めてまで自分を庇おうとしていることを知り、直人の説得もあって彼のアリバイを証言し、その後は葛西に芹沢家を出ることを告げる。

### その他
仁科 江里（23）
演 - 篠原真衣
しおりの高校時代の先輩。カフェ「ガランサス」を経営している。陽気でおしゃべりだが、しおりが事件に深入りしていくことを心配している。
真中 好美
演 - 朝加真由美（第1話、第2話）
友雄（領）と英雄の母。1955年（昭和30年）3月23日生。1997年没。英雄の葬儀の直後に心臓発作を起こして亡くなった。
熊田 高広
演 - 森下哲夫（第1話、第2話、第8話）
栄作の顧問弁護士。弁護士になる以前は検事を務めていた。かつて傷害致死事件を起こした直人を弁護していた人物。自身の事務所に押し入った林に刺殺される。
"雨野真実"から送られたタロットカードは、「過去の罪への償い」を意味する「審判」のカード。
熊田 正義
演 - 二宮和也（第1話：友情出演）
熊田弁護士の息子。
林 邦夫
演 - きたろう（第1話、第2話）
かつて窃盗の常習犯で、検事時代の熊田によって不当に長い懲役刑を課せられ、刑に服していた。熊田を殺害したが、領の弁護により正当防衛となる。"雨野真実"に感情をあおられる形で操られていたが、復讐を達成できたとして、むしろ"雨野真実"に感謝している。
新谷 多恵
演 - 奥貫薫（第2-5話）
芹沢リゾートで働いている女性。空という名の一人娘がいる。知り合いの保証人になった結果、借金を抱え、石本の執拗な取り立てを受けていた。
勘違いにより、石本の死のきっかけを作ってしまうが、領の弁護により正当防衛となる。林と同様、"雨野真実"に感情をあおられる形で操られていたが、林とは対照的に「自分を『人殺し』にした犯人が許せない」と"雨野真実"に対する怒りを露にし、娘の空も、同じ保育園に通う子供たちから「『人殺し』の子供」としていじめられる羽目になった。
成瀬 領（本物）
演 - 谷野欧太（第5話）
本物の成瀬領。1998年8月19日没。両親がおらず、当時から入院中の姉がいた。10年前に資材置場で鉄骨の下敷きになり、顔面が完全に潰れた状態で死亡する。
出会いについては不明だが、友雄とは境遇が近かったことが影響してか気が合い、ホームレスのような生活であったが、少しの間一緒に過ごしていた。
成瀬 真紀子
演 - 優香（第4-7話：特別出演）
領の姉。盲目で、幼いころから入院生活を送っており、自分の死が近いことも悟っている。
人生を半ば諦めていたが、10年ものあいだ毎週かかさず見舞いに通いつめてくれる友雄の優しさにふれ、生きる希望になっていたとまで語り、領が死んで友雄が成り代わっていたことには当初から気がついていた。
池畑 隆宏
演 - 六平直政（第4-7話）
雑誌記者。11年前の事件の折、直人を庇う記事を書いた。その数年後に栄作を告発する記事を書くが、栄作の圧力で握り潰され、勤めていた会社もクビにされる。それ以降、金のためなら違法行為も厭わないようになった。
数々の証拠・証言から"雨野真実"＝成瀬領＝真中友雄であることを突き止め、本物の領が亡くなった事故現場で働いていた従業員の話を録音したボイスレコーダーとCD-Rをネタに脅迫する。しかし、逆に領（友雄）から、「殺害予告」の赤い封筒と「避けられない変化」を暗示する「ソードのエース」のタロットカード、さらに11年前の事件で自ら書いた直人を庇う記事を送りつけられたことに激怒し、"雨野真実"の正体を直人に伝えようとするが、その前に大隅の手下によって転落死を装い殺害され、直人に渡そうとしていたボイスレコーダーも、息を引き取る直前に領に没収された。
口封じのために殺されたかのように思われたが、実際は直人を庇う記事を書いたことで最初から領の復讐の対象だった。
"雨野真実"の正体が領＝友雄であることを知った後、領を真似て彼に「悲劇・災難・転落」を意味する「塔」のカードを入れた赤い封筒を送りつけるが、皮肉にも池畑自身がそのカードの意味通りの最期を迎えることとなった。
大型モニター画面の目
演 - デーモン閣下（第4話：特別出演）
街中の建物にある大型モニターに映し出された赤い目。山野が歩道橋を降りるシーンに登場する。
藤野 昭仁
演 - 石井愃一（第5、8話）
領が事故死した資材置場で10年以上前から働いており、友雄と領について知っている唯一の人物。
大隅 和真
演 - 嶋田久作（第5-7話、第9話）
表向きは「オオスミ観光開発」などの事業を営む実業家だが、裏では金で何でも引き受ける裏社会の顔役として警察にも知られている。
佐々木
演 - 榊英雄（第6話、第8話、第9話）
大隅の手下。実行の際にはリーダー的な役回りを務め、大隅と直接連絡をとることができる。池畑を追い詰め、宗田に最後の一撃を加えようとした。
堂島 勇雄
演 - 松澤一之
成瀬弁護士事務所事務長。
江口 玲子
演 - 輿夏実
成瀬弁護士事務所事務員。

## エピソード
- 主演の大野は役作りのために、実際に裁判所へ傍聴しに行ったという。
- 第4話にて、本ドラマの宣伝課長であったデーモン閣下がわずかに出演している。ただし、視聴者からは判別不能の演出であった。
- 第1話で友情出演した二宮和也は、次クール放送の『流星の絆』に主演している。主題歌も本作品の「truth」と同様、嵐が歌う「Beautiful days」。

## スタッフ
- 脚本 - 前川洋一、西田征史
- 音楽 - 澤野弘之
- 主題歌 - 嵐 「truth」（ジェイ・ストーム）
- タロットカード監修 - ステラ薫子
- 協力プロデューサー - 渡辺良介（大映テレビ）
- プロデューサー - 高橋正尚
- 演出 - 加藤新、坪井敏雄、片山剛
- 制作 - TBSテレビ
- 製作著作 - TBS

## 放送日程
| 各話                                              | 放送日  | サブタイトル                    | 脚本     | 演出     | 視聴率 | 備考     |
| ------------------------------------------------- | ------- | ------------------------------- | -------- | -------- | ------ | -------- |
| 第1話                                             | 7月04日 | 愛を捨てた復讐鬼―哀しき魔王     | 前川洋一 | 加藤新   | 14.0%  | 15分拡大 |
| 第2話                                             | 7月11日 | 裏切りの罠…引き裂かれた親子!!   | 前川洋一 | 加藤新   | 12.6%  | 5分遅れ  |
| 第3話                                             | 7月18日 | 暴かれる素顔 愛とひきかえの復讐 | 前川洋一 | 坪井敏雄 | 9.2%   | -        |
| 第4話                                             | 7月25日 | 狙われた魔王 地獄の門は開かれた | 西田征史 | 坪井敏雄 | 10.1%  | -        |
| 第5話                                             | 8月01日 | 殺人予告…!? 魔王に届く赤い封筒  | 西田征史 | 片山剛   | 10.9%  | 30分遅れ |
| 第6話                                             | 8月08日 | 教えてやるよ…真犯人の正体を!!   | 西田征史 | 加藤新   | 7.6%   | -        |
| 第7話                                             | 8月15日 | 偽りの姉弟…優しい嘘が死を招く   | 西田征史 | 坪井敏雄 | 12.1%  | -        |
| 第8話                                             | 8月22日 | 許されぬ愛の終わり…復讐、再び   | 西田征史 | 片山剛   | 11.5%  | -        |
| 第9話                                             | 8月29日 | 真犯人は俺だ 知りすぎた男の悲劇 | 西田征史 | 加藤新   | 11.5%  | -        |
| 第10話                                            | 9月05日 | 一族の崩壊…死のラストカード!!   | 西田征史 | 坪井敏雄 | 12.3%  | -        |
| 第11話                                            | 9月12日 | 最後の対決 死が絆を引き裂く!!   | 西田征史 | 加藤新   | 14.1%  | -        |
| 平均視聴率11.4%（関東地区・ビデオリサーチ社調べ） |         |                                 |          |          |        |          |

## 受賞歴など
- Yahoo!ニュースの番付による満足度投票において1位を獲得[1]。
- 「第12回日刊スポーツ・ドラマグランプリ（GP）」の夏ドラマ選考で、優秀作品賞、主演男優賞（大野智）、助演男優賞（田中圭）、助演女優賞（小林涼子）、全4部門を獲得。
- 「第12回2008年度日刊スポーツ・ドラマグランプリ （GP）」で主演男優賞（大野智）[2]、作品賞[3] を獲得。
- 月刊TVnaviのドラマ大賞（7月-9月期）で、優秀作品賞、主演男優賞（大野智）、助演男優賞（田中圭）、助演女優賞（小林涼子）など4冠を獲得。
- 第5回月刊TVnavi「ドラマ・オブ・ザ・イヤー2008」でも、大賞（最優秀作品賞）、最優秀主演男優賞（大野智）、2冠を獲得[4]。
- TV LIFEの第18回年間ドラマ大賞で作品賞、主演男優賞（大野智）、主題歌賞（truth）で3冠を獲得[5]。
- TV LIFE創刊30周年メモリアル読者が選んだ思い出NO.1ドラマ1位